# Marco Pérez (actor)
Marco Pérez (Ciudad de México, 17 de marzo de 1977) es un actor de teatro, cine y televisión mexicano conocido por sus papeles en películas como Amores perros, Crimen sin perdón, El mariachi gringo y Colosio: El asesinato. En 2016 recibió el premio Ariel a mejor actor por su interpretación de Sergio Andrade en la película Gloria. 
Originario de Guadalajara, inició su carrera en los escenarios teatrales, en la obra Niños de Sal. De ahí emigra a la Ciudad de México donde continúa trabajando en teatro en obras como Hamlet, Fausto y De Santos y Santos. Debuta en la pantalla grande en el año 2000 con la reconocida cinta de Alejandro González Iñárritu, Amores perros.

## Filmografía
- Amores perros (2000) -Ramiro
- Powder Keg (2001) -Contra 1
- Francisca (2002) -Oreja
- Me la debes (2002) -Chivito
- La sombra del sahuaro (2005) -Carlos
- Trade (2007) -Manuelo
- El traspatio (2009) -Fierro
- Tijuaneros (2009) -Agente Dávila
- Capadocia (2010) -Emiliano Treviño
- Días de gracia (2011) -Gabino
- El Octavo Mandamiento (2011) -Mauricio Álvarez
- La brújula la lleva el muerto (2011) -Rogelio
- El mariachi gringo (2012) -judicial
- Colosio: El asesinato (2012) -Juan Antonio Montealban
- La vida precoz y breve de Sabina Rivas (2012) -Alipio
- El señor de los cielos (2013) -Guadalupe Robles
- Gloria (2014) -Sergio Andrade
- El Más Buscado (2014)
- Señora Acero (2014) -Felipe Murillo
- Aerosol (2015) -Nuk
- Caminos de Guanajuato (2015) -Alfredo Calles
- Desierto (2015) -Lobo
- El Chema (2016) -Guadalupe Robles
- Colores Verdaderos (2018) -Agente MP
- Souvenir (2019) -Bruno